# 理查德·本特利

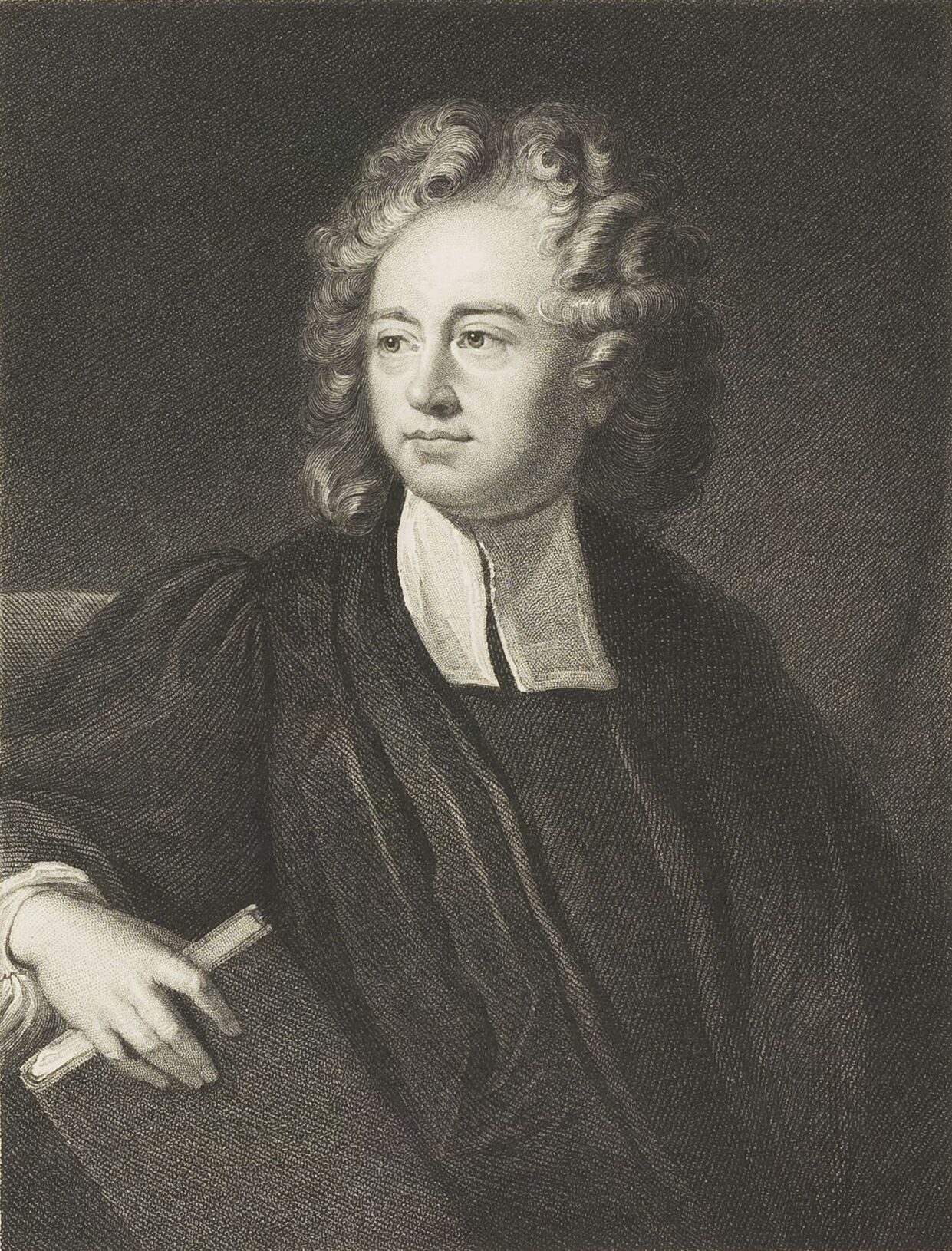
理查德·本特利

理查德·本特利（1662年1月27日-1742年7月14日）是一位英国古典學、语文学、希腊学、文本批评、神學學者。他曾表示，法拉里斯于公元前6世纪所写的信件，实际上是公元2世纪一位希腊人伪造的。1700年，本特利出任剑桥大学三一学院院長。他還是皇家学会会员。